# バフマニー朝

バフマニー朝
बहमनी सल्तनत

バフマニー朝の最大版図

バフマニー朝（バフマニーちょう、ヒンディー語: बहमनी सल्तनत, 英語: Bahmani Sultanate）とは、14世紀中ごろから16世紀初頭にかけて、インド亜大陸のデカン地方を支配したイスラーム王朝（1347年 - 1527年）。首都はグルバルガ（現、カラブラギ）とビーダル。バフマニー・スルターン朝、バフマン朝とも呼ばれる。

## 歴史

### 建国

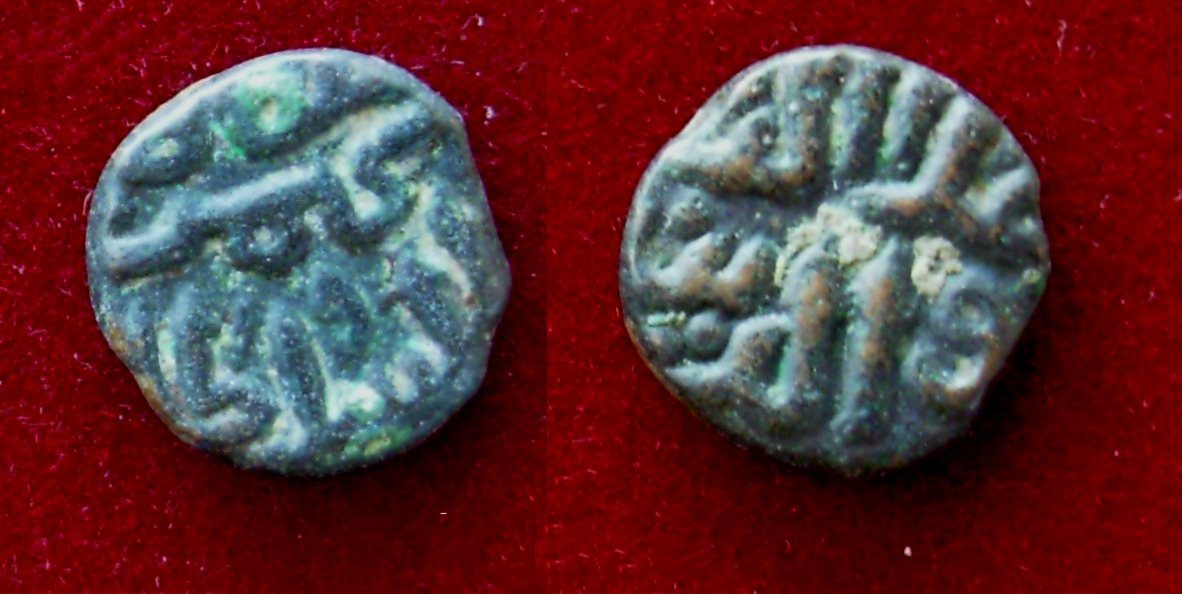
アラー・ウッディーン・バフマン・シャーのコイン

トゥグルク朝のデカン地方総督アラー・ウッディーン・ハサン（ハサン・ガングー）がデカンのグルバルガで1347年に独立した。
ハサンは即位に際し、バフマン・シャー（在位1347 - 1458）と称した。このことから、この王朝はバフマニー（バフマン）朝とも呼ばれた。
バフマン・シャーを名乗った理由として、ペルシャ出身のフィリシュタという歴史家が語っている民衆の伝説によると、神秘的なイランの英雄バフマンに自分を見たてようとしたからだという。しかし、バフマン・シャーという語は、アラー・ウッディーン・ハサンが以前仕えた主人であるガングーという人物がバラモンだったから、その主人への賞賛の言葉を意味していたとする説もある。

### ヴィジャヤナガル王国との抗争

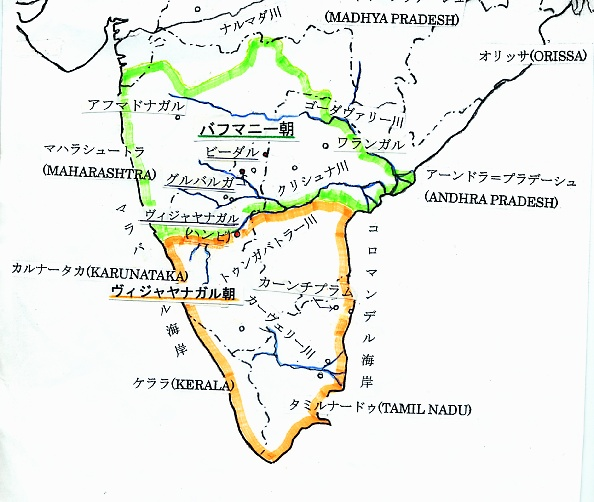
14世紀後半頃のバフマニー朝とヴィジャヤナガル王国

グルバルガを首都としたバフマニー朝は南側に隣接するヴィジャヤナガル王国と常に抗争状態にあった。
というのは、両国の国境地帯のトゥンガバドラー川とクリシュナ川流域であるライチュール地方は経済的に豊かな土地として知られ、クリシュナ川とゴーダヴァリー川の下流平野は、たいへん肥沃な土地であるうえに数多くの港があり、その港を通して外国貿易が取引されていたため、領有した王朝は、その利益で潤うからだった。
バフマニー朝のスルターンは、優秀な砲兵隊と機動的な騎馬隊をもってしばしばヴィジャナガル王国を破ったが、決定的な勝利をおさめることはできなかった。
また、戦争によって、無差別虐殺や子どもの奴隷売買が行なわれたり、経済的にも疲弊したため、前述のような残虐な行為は行わない、両国の国境は当初のままとする、という協定が結ばれた。
タージュッディーン・フィールーズ・シャー（フィールーズ・シャー・バフマニー、在位1397 - 1422）は、バフマニー朝随一の名君とされる人物で、トゥンガバドラー川流域を獲得しようとしたヴィジャヴィジャヤナガル王デーヴァ・ラーヤ1世（在位1406 - 1422）を破り、多額の賠償金と象、真珠を支払わせた。

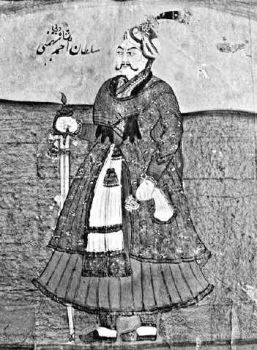
アフマド・シャー1世

一方で、『コーラン』の注釈に通じ、自然科学を好み、国内外から学識者を積極的に招いた。しかし、1422年自分の弟のアフマド・シャー1世（在位1422 - 1436）のために退位を余儀なくされ、同年に死亡した。

### ビーダルへの遷都
アフマド・シャー1世の治世に、バフマニー朝はデーヴァ・ラーヤ2世（在位1422 - 1446）のもと軍制改革を行って強大になったヴィジャヤナガル軍に敗れ、1425年にグルバルガから北東100kmのビーダルに遷都した。また、1443年にはヴィジャヤナガル王国と3度にわたる激戦を繰り広げたが、その決着はつかず、現状維持の同意がなされた。
アフマド・シャー2世（在位1436 - 1458）からムハンマド・シャー3世（在位1463 - 1482）の治世に、イラン出身のマフムード・ガーワーンが宰相をつとめた。バフマニー朝はカーンチープラムまでヴィジャヤナガル領に侵入したほか、ゴアなどをヴィジャヤナガルから奪うなど、西部海岸地域を征服に成功した。
その結果、イラン、イラクなどとの海外交易の拡大が可能となり、それに伴って国内の商業流通や手工業も発展した。また、グジャラート・スルターン朝との同盟のおかげで北方のマールワー地方にも領土を拡大した。

### ムスリム5王国に分裂
しかし、マフムード・ガーワーンは、バフマニー朝国内の古くからの貴族（デカン出身者）とイラン系など新しい貴族の対立になやまされ、融和策を図ったものの、1481年にデカン派の讒言で処刑された。
そのために、1489年以降、マフムード・シャーの時代に地方長官たちが次々と独立し、ビジャープル王国（アーディル・シャーヒー朝）、ゴールコンダ王国（クトゥブ・シャーヒー朝）、ベラール王国（イマード・シャーヒー朝）、アフマドナガル王国（ニザーム・シャーヒー朝）の4つの王国が成立した。
1510年、ポルトガル提督アフォンソ・デ・アルブケルケがビジャープル王国が支配するゴアを攻防の末に獲得（ポルトガル領インド）。

### 滅亡
その後、1527年にカリームッラー・シャー（在位1525 - 1527）の治世で滅亡した。その版図はバフマニー朝宰相が樹立したビーダル王国（バリード・シャーヒー朝）に組み込まれ、ここにデカン・スルターン朝（ムスリム5王国）が成立した。

## 歴代君主
1. アラー・ウッディーン・バフマン・シャー（Ala-ud-Din Bahman Shah, 在位1347 - 1358）
2. ムハンマド・シャー1世（Muhammad Shah I, 在位1358 - 1375）
3. アラー・ウッディーン・ムジャーヒド・シャー（Ala-ud-Din Mujahid Shah, 在位1375 - 1378）
4. ダーウード・シャー1世（Da'ud Shah I, 在位1378）
5. ムハンマド・シャー2世（Muhammad Shah II, 在位1378 - 1397）
6. ギヤースッディーン・タフマタン・シャー（Ghiyath-ud-din Shah, 在位1397）
7. シャムスッディーン・ダーウード・シャー2世（Shams-ud-Din Da'ud Shah II, 在位1397）
8. タージュッディーン・フィールーズ・シャー/フィールーズ・シャー・バフマニー（Taj ud-Din Firuz Shah/Firuz Shah Bahmani, 在位1397 - 1422）
9. シハーブッディーン・アフマド・シャー1世（Shihab-ud-din Ahmad Shah I, 在位1422 - 1436）
10. アラー・ウッディーン・アフマド・シャー2世（Ala-ud-Din Ahmad Shah II, 在位1436 - 1458）
11. アラー・ウッディーン・フマーユーン・ザリーム・シャー（Ala-ud-Din Humayun Zalim Shah, 在位1458 - 1461）
12. ニザームッディーン・アフマド・シャー3世（Nizam-Ud-Din Ahmad Shah III, 在位1461 - 1463）
13. シャムスッディーン・ムハンマド・シャー3世（Muhammad Shah III, 在位1463 - 1482）
14. シハーブッディーン・マフムード・シャー（Shihab-ud-din Muhmud Shah, 在位1482 - 1518）
15. アフマド・シャー4世（Ahmad Shah IV, 在位1518 - 1520）
16. アラー・ウッディーン・シャー（Ala-ud-Din Shah, 在位1520 - 1523）
17. ワリー・ウッラー・シャー（Wali-Ullah Shah, 在位1523 - 1525）
18. カリームッラー・シャー（Kalim-Ullah Shah, 在位1525 - 1527）